# Пицци, Тулио
Тулио Пицци Посси (исп. Tulio Pizzi Possi, 9 октября 1919 — 15 августа 2005) — чилийский врач и шахматист.
Чемпион Чили 1946 г.
Участник крупных турниров, проводившихся на территории Южной Америки.
Рано отошел от практической игры ради основной работы.
Крупный ученый в области иммунологии и эпидемиологии. Автор более 100 научных работ. Профессор Папского католического университета и Чилийского университета. Член Чилийской медицинской академии с 1986 г. Член экспертного комитета по иммунологии ВОЗ.

## Спортивные результаты
| Год  | Город          | Соревнование         | + | − | = | Результат | Место |
| ---- | -------------- | -------------------- | - | - | - | --------- | ----- |
| 1945 | Винья-дель-Мар | Международный турнир | 2 | 6 | 5 | 4½ из 13  | 11    |
| 1946 |                | Чемпионат Чили       |   |   |   |           | 1     |
| 1947 | Мар-дель-Плата | Международный турнир | 5 | 9 | 3 | 6½ из 17  | 12—13 |